# 威宁县 (中华民国)
威宁县，中华民国时设置的县。
民国二年（1913年），改威寧州为威宁县。民国三十年（1941年），析置纳雍县。民国三十一年（1942年），析置赫章县。1949年后，属毕节专区。1954年，威宁县改为威宁彝族回族苗族自治区。1955年，改称威宁彝族回族苗族自治县。今属贵州省毕节市。